# Les Sorcières d'Halloween 4
Série Les Sorcières d'Halloween
Les Sorcières d'Halloween 3
(2004)
Pour plus de détails, voir Fiche technique et Distribution.
Les Sorcières d'Halloween 4, ou Les Sorcières d’Halloween 4 : L'université des sorciers au Québec, (Return to Halloweentown) est un téléfilm américain de la collection des Disney Channel Original Movie réalisé par David S. Jackson et diffusé en 2006 sur Disney Channel.

## Synopsis
Marnie Cromwell va à l'université de Halloweentown pour y apprendre à devenir une grande sorcière. Entre les retrouvailles et les nouvelles rencontres plus ou moins de confiance, Marnie se retrouve au coeur d'une ancienne prophétie qui l'amène à découvrir un terrible secret profondément enfoui concernant sa famille et qui pourrait changer le monde à tout jamais le soir d'Halloween.

## Distribution
- Sara Paxton (VF : Marie-Eugénie Maréchal) : Marnie Piper / Aggie Cromwell jeune
- Judith Hoag (VF : Anne Rondeleux) : Gwen Piper
- Joey Zimmerman (VF : Alexis Pivot) : Dylan Piper
- Lucas Grabeel (VF : David Van De Woestyne) : Ethan Dalloway
- Debbie Reynolds (VF : Régine Blaess) : Aggie Cromwell
- Summer Bishil (VF : Fily Keita) : Aneesa le Genie
- Keone Young (VF : Paul Borne) : Silas Sinistre
- Kristy Wu (VF : Edwige Lemoine) : Scarlett Sinistre
- Christopher Robin Miller (VF : Yannick Blivet) : Troll
- Kellie Cockrell (VF : Sophie Froissart) : Sage Sinistre
- Katie Cockrell (VF : Zoe Bettan) : Sapphire Sinistre
- Dan Young (VF : Pierre Laurent) : Dr. Ichabod Grogg
- Leslie Wing (VF : Frédérique Tirmont) : Dr. Goodwin
- Millicent Martin (VF : Hélène Vanura) : Professeur Pervenche